# Fadhila Nafati
Fadhila Nafati, née le 10 octobre 1987, est une athlète handisport tunisienne, active dans les épreuves de lancer en catégorie F54.
À l'occasion des Jeux paralympiques d'été de 2012 à Londres, elle termine septième à l'épreuve du lancer du poids F54-56. Lors des Jeux paralympiques d'été de 2016 à Rio de Janeiro, elle remporte une médaille de bronze au lancer du poids F54, tout en participant à l'épreuve du lancer du javelot dans la même catégorie.